# メレティオス (メタクサキス)
メレティオス（修道誓願前の姓：メタクサキス、ギリシア語: Μελέτιος (Μεταξάκης), Meletios (Metaxakis) 1871年 - 1935年）は、正教会の聖職者。アテネ大主教（在任：1918年 - 1920年）、コンスタンディヌーポリ全地総主教（在任：1921年 - 1923年）、パパ・アレクサンドリア総主教（在任：1926年 - 1935年）を歴任した。修道名メレティオスを授かる前の俗名はエマヌイル・メタクサキス（Εμμανουήλ Μεταξάκης）。

## 生涯
エレフテリオス・ヴェニゼロス首相の支持者として知られ、ギリシャ王国の国王コンスタンティノス1世の退位に伴い王党派のセオクリトス・ミノプロス（Θεόκλητος Μηνόπουλος）に代わってアテネ大主教に選立される前は、キプロスの主教として奉職していた。2年後、コンスタンティノス1世が王位に復帰すると、大主教メレティオスは退位させられ、大主教セオクリトスが復位した。1921年に、メレティオスはコンスタンディヌーポリ全地総主教に選立された。希土戦争においてギリシャ軍が敗北を喫すると、メレティオスは1923年に総主教位から退いた。
数年後、パパ・アレクサンドリア総主教に選立された。1935年に永眠。

## 名に付される数につき
各主教位に過去に同名の主教が居たため、それぞれの位で名に付される数が変わる。
- アテネ大主教として - メレティオス3世
- コンスタンディヌーポリ総主教として - メレティオス4世
- アレクサンドリア総主教として - メレティオス2世